# 皮納塔

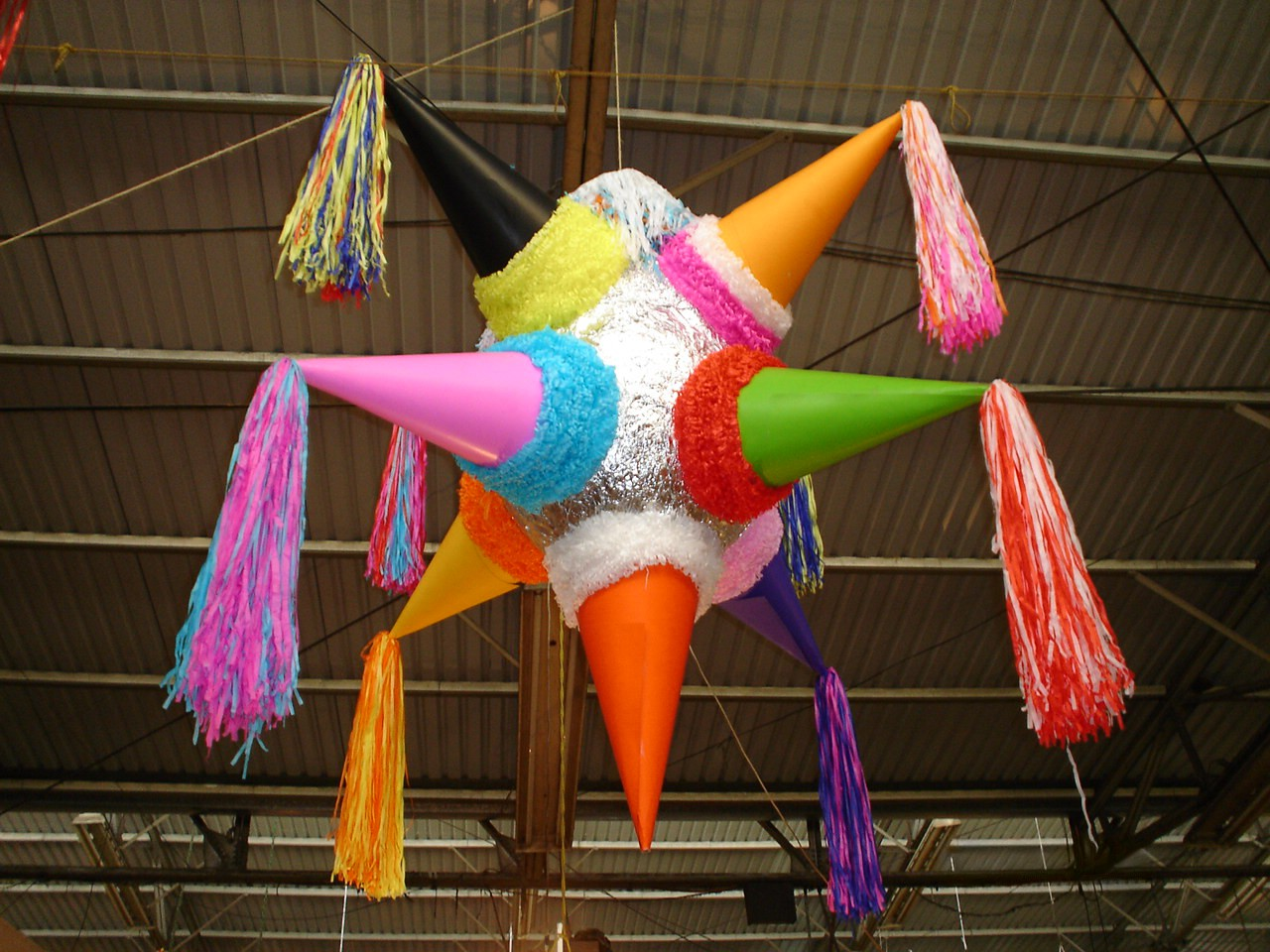
一隻皮納塔

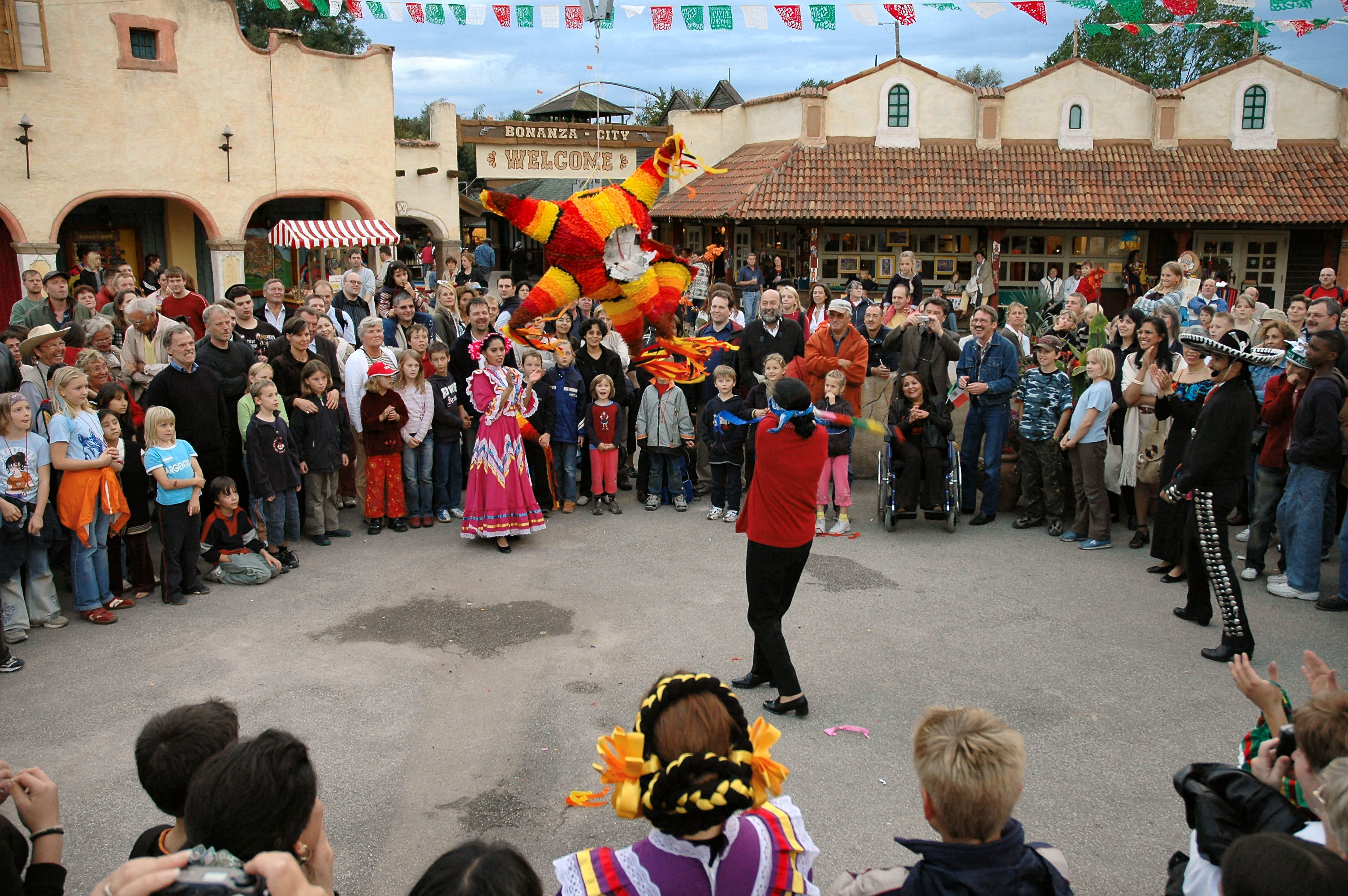
將被打擊的皮納塔

在一個慶典上擊打皮納塔

皮納塔（西班牙語：Piñata），是一種紙糊的容器，其內裝滿玩具與糖果，並在節慶或生日宴會上懸掛起來，讓人用棍棒打擊，打破時玩具與糖果會掉落下來。皮納塔的造型多樣化，最常見的樣子是小驢子。
皮納塔的起源眾說紛紜。一說起源自中國，馬可·波羅發現當時中國流行以彩紙覆蓋母牛、公牛及水牛的塑像，裝滿五穀並以挽具和裝飾物裝飾，人們用各色棍子用力敲打這些塑像時，五穀會從塑像裡掉出來，而人們會在燒掉塑像後將灰燼收集起來，作為新年的幸運物。